# Christoph Theodosius Walther

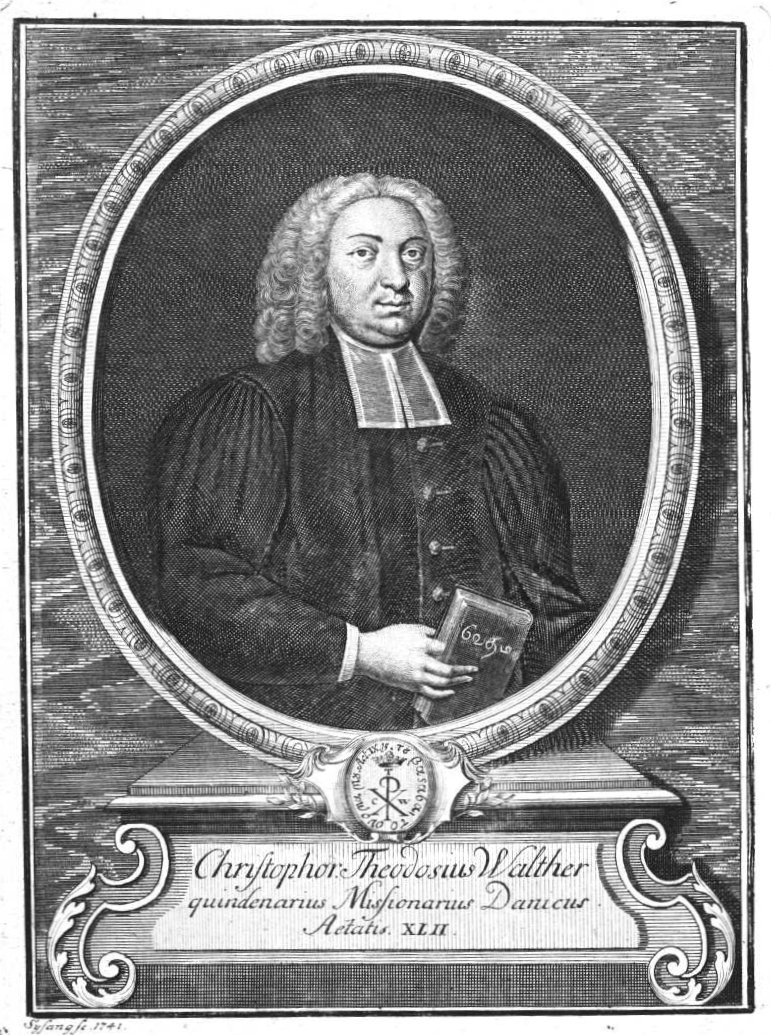

Christoph Theodosius Walther (* 20. Dezember 1699 in Schildberg bei Soldin, Neumark; † 29. April 1741 in Dresden) war ein pietistischer Prediger, Philologe und Missionar der dänisch-englisch-halleschen Mission im südindischen Tranquebar.

## Leben
Nach dem frühen Tod seines Vaters, eines protestantischen Pfarrers, kam Walther als 7-Jähriger in die Obhut seines Großvaters mütterlicherseits, des Pfarrers David Torfstecher, der für eine solide Ausbildung des Jungen sorgte. Nach dem Abschluss der höheren Schule arbeitete Walther zunächst als Lehrer, begeisterte sich aber zunehmend für den Missionsgedanken und nahm 1720 in Halle das Theologiestudium auf. Ende 1724 reiste er als Missionar nach Indien, von wo er – gesundheitlich stark angeschlagen – nach 15-jährigem Aufenthalt erst im Frühjahr 1740 zurückkehrte. Nicht einmal ein Jahr später verstarb Walther und wurde auf dem Eliasfriedhof beigesetzt. Sein Nachlass mit zahlreichen Manuskripten und Briefen über sein Leben und Wirken in Indien wird im Archiv der Franckeschen Stiftungen zu Halle verwahrt.

## Werke
- Nachweise bei CERL-Thesaurus